# Sincelejo
Sincelejo es un municipio colombiano, capital del departamento de Sucre. Se encuentra al noroeste del país, en el Caribe Colombiano, entre los límites de la Llanura de Morrosquillo y la Sabana. 
El municipio es la capital de Sucre desde 1966, cuando este territorio fue declarado departamento.

## Historia
Sincelejo fue refundada por el capitán e Ingeniero, Antonio de la Torre y Miranda siguiendo el mandato del Gobernador de Cartagena, Juan de Torrezar Díaz Pimienta; el primer asentamiento fue erigido sobre el espacio que ocupaban los indígenas Zenú, gobernado por el Cacique Cincel. Sin embargo, como otras poblaciones De la Torre y Miranda dio una configuración especial a las plazas de los pueblos que fundó, al colocar las iglesias, no un costado de la plaza principal, sino que realzaba todavía más su significación al colocarlas en el centro.
Sincelejo se convirtió en foco disidente, durante la rebelión realista llamada "revolución de los curas" en 1812 que terminó cuando los patriotas de Cartagena y El Carmen derrotaron en las riveras del arroyo Mancomojan, cerca de la población de El Carmen, a los contra-revolucionarios y se tomaron Corozal, Sincelejo y Sampués, de donde había partido la rebelión. En Sincelejo, en su plaza principal fueron ejecutados más de 16 rebeldes. 
En el siglo XIX, Sincelejo creció demográfica y económicamente merced al cultivo de la caña de azúcar y la fabricación de aguardiente, del cual llegó a haber más de 16 fábricas y la capacidad para construir sus propios alambiques tipo Egroot. Este crecimiento le mereció se ubicado como capital de unas de las Provincias creadas en Estado Federal de Bolívar en 1851, con un perfil netamente liberal. En 1908, el municipio fue proclamado como capital del departamento de Sincelejo, de corta duración; regresando a ser parte del Departamento de Bolívar en 1910. En 1912, ocurrió una gigantesca conflagración que destruyó gran parte del centro de la ciudad, siendo luego reconstruido acorde a los diseños arquitectónicos de la época. A partir de la desaparición del efímero departamento de Sincelejo, los gobernantes de Cartagena privilegiaron la producción industrial de aguardiente favoreciendo sus socios, los Vélez Danies y grandes figuras de esa ciudad, lo que deterioró el negocio de la caña y el aguardiente, por lo que los capitales allí formados se trasladaron a la ganadería. Esta actividad tomó un auge acelerado pero en la crisis de 1930, sufrieron descalabros. Sin embargo, se agruparon en la Federación de Ganaderos de Bolívar y fundaron una famosa revista ganadera que alcanzó 8 años de existencia, y donde se propalaron las nuevas ideas agropecuarias en boga. 
En 1966, mediante la Ley 47, se crea el departamento de Sucre y se proclama a Sincelejo como su capital.
El 20 de enero de 1980 el Estadio Corralejas se derrumbó, muriendo en el suceso más de 200 personas.

## División Político-Administrativa

### Comunas
La Cabecera municipal se encuentra dividido en 9 Comunas: 

### Corregimientos
Sincelejo tiene bajo su jurisdicción varios centros poblados, agrupada en cuatro corregimientos (con características geoeconómicas similares) de la siguiente manera:
| Corregimientos | Centros Poblados | Veredas                                                                                                   |
| Área I         | - Chochó | Altos del Rosario, Buenos Aires, Castañeda, La Garita, Sabanas del Cuarto.                                |
| Área II        | - La Arena - La Chivera - Las Majaguas - San Rafael | Arroyo Arena, Barro Prieto, La Gulf, La Peñata, Las Brisas, Moquen, Puerta Roja, San Miguel, Sierra Flor. |
| Área III       | - Cerrito de La Palma - Cruz del Beque - Laguna Flor - San Antonio                                                                                     | Nueva Unión, Piedras Lindas, Santa Cruz.                                                                  |
| Área IV        | - Buenavista - Buenavistica - Cerro del Naranjo - La Gallera - Policarpa - Sabanas del Potrero - San Jacinto - San Martín - San Nicolás - Villa Rosita | Bella Isla, Buenos Aires, El Cinco, El Páramo.                                                            |

## Geografía
El área urbana del municipio ocupa un total de 1.892,64 ha con un perímetro urbano de una longitud total de 32,39 km, y el área rural tiene 25.953 ha, para un total de 27.845 ha entre lo urbano y rural.

### Ubicación
La ciudad de Sincelejo, se encuentra ubicada al noroeste del país de 9º 18' 17'' latitud norte, 75º 23” latitud oeste del meridiano de Greenwich. Tiene una extensión total de 28.134 ha, con una altura sobre el nivel del mar de 213 msnm y limita al sur con el municipio de Sampués y con el departamento de Córdoba; por el oeste con los municipios de Palmito y Tolú; por el norte con los municipios de Tolú y Toluviejo y por el este con los municipios de Corozal y Morroa.

### Hidrografía
- Arroyo Grande de Corozal: Nace en el cerro de San Antonio y desemboca en la Ciénaga de Santiago Apóstol. Se ubica en la parte norte de Sincelejo, se desplaza primero hacia el oriente y, luego hacia el suroriente para desembocar en el caño antes mencionado. En su recorrido pasa por la Troncal de Occidente y la parte sur de Corozal, recibiendo afluentes y constituyendo la microcuenca del Arroyo Grande. Cabe destacar, que recibe toda la carga hídrica del área urbana, ocasionando un gran problema ambiental (contaminación) no solo en Sincelejo, si en las poblaciones donde pasa este arroyo, como Corozal.

### Clima
La temperatura media anual está cercana a los 27 °C, con temperaturas mínimas de 19,7 °C y máximas de 35,3 °C. Se aprecia un mayor rango, durante el verano donde hay marcados efectos ocasionados por bajas temperaturas en la madrugada y fuertes calores en las horas de la tarde. Con la llegada de las lluvias tiende a estabilizarse, con menos variaciones y una ligera disminución general debida al aumento de la humedad relativa.

## Demografía

### Composición étnica
Según las cifras presentadas por el DANE del censo 2005, la composición etnográfica de la ciudad es:
- Blancos y Mestizos (76,1 %)
- Indígenas (14,5 %)
- Afrocolombianos (9,4 %)

Existen pequeñas cantidades de sincelejanos descendientes de árabes, principalmente libaneses y sirios, estos llegaron a Colombia a finales del siglo XIX. Como en el resto del país, la porción blanca de la población es descendiente principalmente de españoles.
En la cabecera municipal se concentra casi el 90% de la población del municipio, dejando amplias zonas de la sabana para el poblamiento de la esparcida población rural.
| Año  | Población total |
| ---- | --------------- |
| 1985 | 142 152         |
| 1990 | 168 271         |
| 1995 | 195 462         |
| 2000 | 219 305         |
| 2005 | 237 639         |
| 2010 | 256 255         |
| 2015 | 275 207         |
| 2020 | 294 650         |

| Año  | 0-14 años | 15-64 años | 65 años o más |
| ---- | --------- | ---------- | ------------- |
| 1985 | 35,8      | 60,4       | 3,8           |
| 1990 | 35,2      | 60,8       | 4             |
| 1995 | 34,6      | 61,1       | 4,3           |
| 2000 | 33,9      | 61,2       | 4,9           |
| 2005 | 31,8      | 62,5       | 5,7           |
| 2010 | 29,1      | 64,6       | 6,3           |
| 2015 | 26,7      | 66         | 7,3           |
| 2020 | 24,7      | 66,9       | 8,4           |

## Economía
Las principales actividades económicas del municipio de Sincelejo se centran en la economía regional aunque tienen una permanente conexión con el mercado nacional y giran alrededor de la ganadería, el comercio y la agricultura.
Por la excelente calidad de su ganado vacuno de alta selección, Sincelejo ha sido llamada la “Capital Cebuísta de Colombia”; cuenta con una magnífica cría, levante y ceba de animales de excelentes condiciones para el consumo en los mercados regionales; la lechería, en menor escala, es también importante dentro del primero de los renglones económicos del municipio.
El comercio, muy recurrente en su historia, se ha transformado en una actividad dominante hasta convertirse en un núcleo de la actividad económica regional. Las principales cadenas de almacenes han colocado sedes en sitios estratégicamente selectos para albergar compradores de 7 municipios circunvecinos, lo que constituye el acontecimiento histórico-económico más importante en los últimos 40 años. La ciudad cuenta con dos centros comerciales importantes los cuales son Viva Sincelejo del grupo Éxito y Parque Comercial Guacarí.
Los servicios, especialmente los gubernamentales, por ser Sincelejo la capital administrativa del departamento de Sucre, son claves como complemento de las actividades primordiales del sector agropecuario y comercial.
La agricultura, basada en la pequeña producción, tiene la virtud de implantar bajos precios en los comestibles de uso popular, aunque comparada con la ganadería y el comercio es apenas una actividad económica secundaria, se destaca la producción de maíz, yuca, ñame y plátano.
La industria que apenas empieza a despertar en la ciudad, cuenta con algunas fábricas de productos alimenticios, confecciones, calzado y procesamiento de maderas especialmente; se destaca la gran vocación microempresarial del municipio que se convierte en la perspectiva futura más promisoria del municipio en el corto y mediano plazo.
"Desde finales de la década de los 90, Sincelejo ha vivido un periodo de profundas transformaciones sociales. La crisis económica nacional del 99, conllevó a un porcentaje histórico de desempleo subjetivo en la ciudad del 40,3%, según cifras del DANE. A partir del recrudecimiento de los encuentros bélicos entre el ejército y los grupos al margen de la ley, ésta capital se convierte en el segundo municipio de mayor recepción de población desplazada en Colombia en 2005, recibiendo un poco más de un 20% de su población, en cifras reportadas por la CEPAL. En el periodo electoral 2006 – 2010, el gobierno local se ve infiltrado por la ilegalidad con 35 funcionarios públicos del departamento procesados por algún nexo con un grupo paramilitar. Y en cifras de 2014, Sucre cuenta con 829 excombatientes desmovilizados en proceso de reintegración social, económica y comunitaria, en su mayoría en la ciudad de Sincelejo.
Según, Andrés Sánchez Jabba del Centro Económico de Estudios Regionales del Banco de la República, el mototaxismo representa ¨una manifestación particular del grado de informalidad que caracteriza al mercado laboral colombiano¨. Dentro de una sociedad fracturada como la Sincelejana, el mototaxismo se ha convertido en uno de los fenómenos sociales y económicos más recurrentes, como mínimo el ¨40% de la población económicamente activa se dedica a dicha actividad, lo que lleva a que las vías de tránsito de la ciudad se caractericen por una desorganización general del sistema de transporte público¨".
En síntesis, la economía de Sincelejo está sustentada en el comercio y la oferta de servicios de bancos, almacenes de cadena, clínicas, restaurantes, estaciones de servicio, telecomunicaciones fijas y móviles, transporte terrestre y aéreo, automóviles, talleres. De acuerdo con un último censo de Industria y Comercio, son cerca de 3 mil establecimientos de toda índole los que funcionan en la capital.

## Gastronomía
De la gastronomía sincelejana se pueden degustar el mote de queso, plato característico de la cocina sincelejana y sucreña en general. Se prepara a base de ñame, queso costeño, cebolla cabezona, ajo, aceite, suero y sal, acompañado de arroz blanco, también se puede degustar de unas empanadas a base de yuca llamadas carimañola. La comida de mar en sus variadas presentaciones forma parte de la gastronomía de la ciudad, debido a la cercanía con el mar: bandeja de pescado frito acompañada con patacones, ensalada de repollo, tomate y cebolla, aguacate con arroz de coco blanco o coco frito. Otras preparaciones representativas de la ciudad son la mazamorra de maíz nuevo, el bollo de maíz nuevo o bollo dulce, bollo limpio, bollo de plátano, el suero atollabuey y el pastel de cerdo. Para las celebraciones familiares se acostumbra ofrecer carnero guisado o asado y carne asada con yuca.

## Turismo

### Festividades
- Fiestas del Dulce Nombre de Jesús (20 de enero)
- Festival Enerino de las Artes
- Encuentro Nacional de Bandas (música de viento).
- Feria Exposición Agropecuaria de Sincelejo.

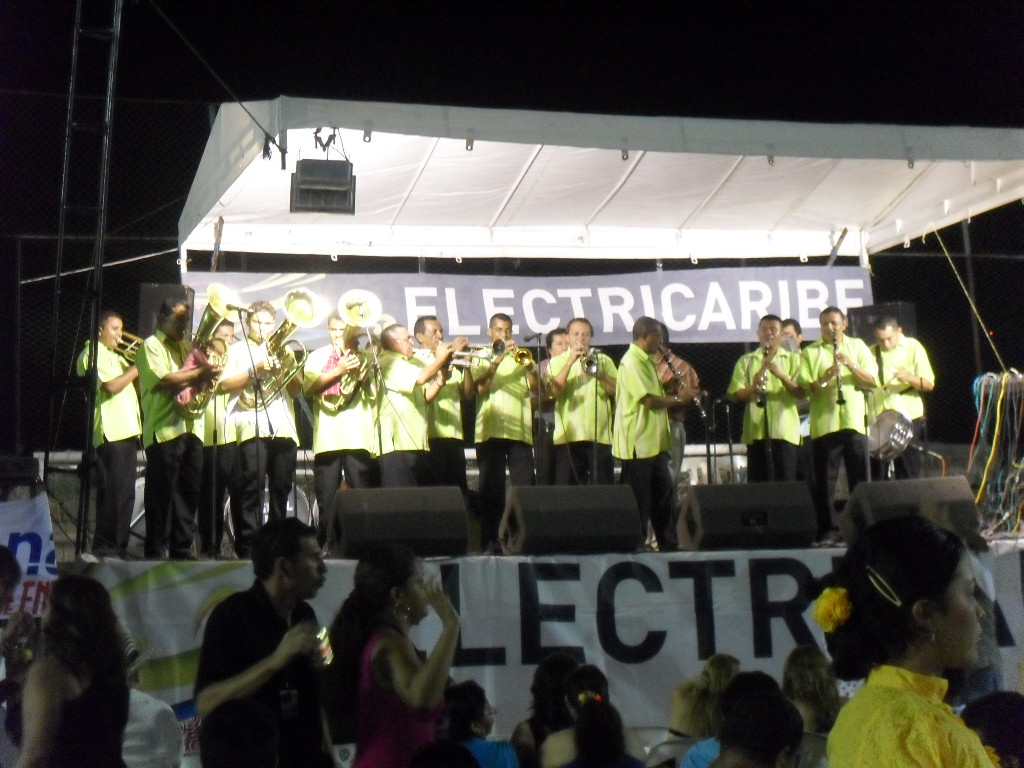
Banda Juvenil de Chochó durante el Fandango más grande del mundo en las Fiestas del 20 de enero de 2011

En el marco de las fiestas del 20 de enero, consideradas actualmente Patrimonio Cultural de la Nación, la población se reúne al son de la música, especialmente el porro y Fandango, muy representativos de las Fiestas del 20 de enero, son el Desfile de Fandangueras, el Desfile de Carrozas, La alborada "Pola Becté" y La Cabalgata.
Durante la Semana Santa se desarrollan actividades religiosas en torno a sus diferentes iglesias, siendo la catedral San Francisco de Asís la que inicia estas celebraciones con la presencia del obispo de la ciudad, con la celebración de la Procesión del Domingo de Ramos, la instalación de la Última Cena y el lavatorio de los pies el Jueves Santo, el Viacrucis y las procesiones del Santo Sepulcro y la Dolorosa el Viernes Santo, así como la noche de Vigilia Pascual el Sábado de Gloria y la Misa de Pascua el Domingo de Resurrección.
Además, durante esos días de jolgorio en la ciudad se presentan muchos cantantes y agrupaciones de talla nacional e internacional. Durante las festividades se llevan a cabo los reinados popular y Nacional del 20 de enero, así mismo, se realiza el Encuentro Nacional de Bandas en el mes de agosto, las Fiestas de San Pedro y San Pablo en junio y el Festival Sabanero del Acordeón, eventos que son amenizadas por distintas agrupaciones musicales del país e incluso extranjeras.

## Lugares de interés

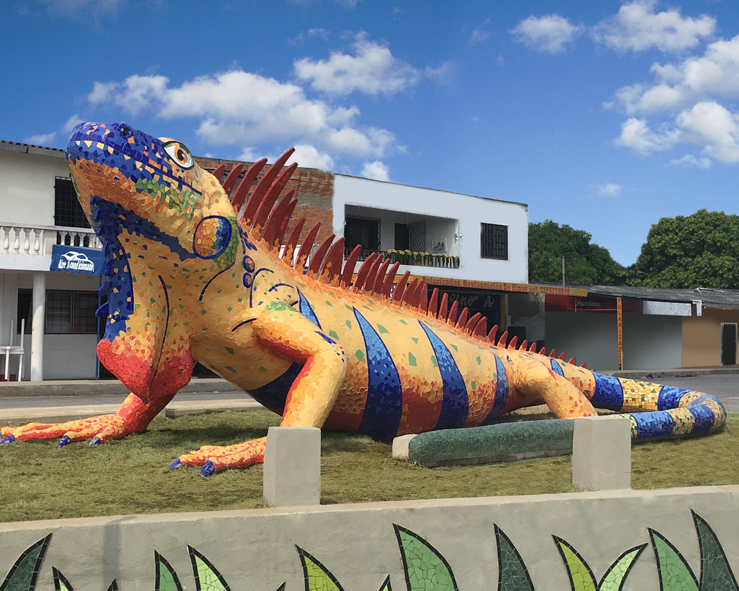
Monumento de la iguana

- Parque Santander. Sitio principal de la ciudad y centro fundacional.
- Plaza de Majagual. Epicentro cultural de la ciudad, inspiración para el nombre del grupo de música tropical Los Corraleros del Majagual, reconocidos en Colombia y el mundo.
- Parque comercial Guacarí. El centro comercial de la ciudad más visitado por jóvenes y adultos. Lleva este nombre ya que tiene un gran árbol de Guacarí en uno de sus patios.
- Centro comercial VIVA Sincelejo. Uno de los centros comerciales más clásicos de la ciudad.
- La flor de Bonche y la Iguana. Monumentos que se encuentran frente al parque de Los Periodistas y la avenida Mariscal Sucre, respectivamente.

## Servicios

### Educación
- Universidad de Sucre
- Corporación Universitaria del Caribe (CECAR)
- Corporación Universitaria Antonio José de Sucre (CORPOSUCRE)
- Corporación Unificada Nacional de Educación Superior (CUN)
- Fundación Universitaria Claretiana
- Corporación Universitaria Remington
- Universidad de Pamplona
- Universidad Santo Tomás

### Servicios públicos
- Acueducto: La empresa prestadora del servicio es Veolia Sabana S.A. E.S.P. La extracción del líquido vital se obtiene a través del Acuífero de Morroa.
- Alcantarillado: La empresa encargada del uso del servicio es Veolia Sabana S.A. E.S.P.
- Aseo Urbano: Interaseo S.A.S. E.S.P. es la empresa prestadora en la recolección, transporte y disposición final de residuos sólidos para los diferentes barrios de la Cabecera municipal.
- Alumbrado Público: Alumbrado Público de Sincelejo es la empresa encargada del Alumbrado Público de Sincelejo.
- Energía Eléctrica: Afinia del Grupo EPM es la empresa prestadora del servicio de energía eléctrica.
- Gas Natural: Surtigas es la empresa distribuidora y comercializadora de gas natural en el municipio.

### Comunicaciones
- Radio: En Sincelejo transmiten diversas emisoras en AM y FM, tanto locales como nacionales, las cuales mantienen informada a la opinión pública y ofrecen una variada programación musical.

- Prensa: En el municipio circulan periódicos de tirada local y nacional, todos matutinos: El Meridiano, Qhubo, y los periódicos de distribución nacional El Tiempo, con un tiraje especial para la Región Caribe, y El Espectador.

### Deportes
La ciudad de Sincelejo fue sede de la decimosegunda edición del Campeonato Panamericano de Sóftbol Masculino, del 7 al 14 de abril de 2024. Los juegos se celebraron en el Estadio Eduardo Porras Arrazola, y Argentina levantó su segunda corona continental. El evento fue todo un éxito en cuanto a organización y asistencia de público.

## Estructura organizacional municipal
| Sincelejo    | Sincelejo   | Sincelejo                  |
| Departamento | Código DANE | Categoría municipal (2023) |
| ------------ | ----------- | -------------------------- |
| Sucre        | 70001       | Segunda                    |

- Personería: Es un centro del Ministerio Público de Colombia que ejerce, vigila y hace control sobre la gestión de las alcaldías y entes descentralizados; velan por la promoción y protección de los derechos humanos; vigilan el debido proceso, la conservación del medio ambiente, el patrimonio público y la prestación eficiente de los servicios públicos, garantizando a la ciudadanía la defensa de sus derechos e intereses.

El actual Personero municipal es Abel Vergara Olmos (2024-2027).
- Concejo Municipal: Es la suprema autoridad política del municipio. En materia administrativa sus atribuciones son de carácter normativo. También le corresponde vigilar y hacer control político a la administración municipal. Se regulan por los reglamentos internos de la corporación en el marco de la Constitución Política Colombiana (artículo 313) y las leyes, en especial la Ley 136 de 1994 y la Ley 1551 de 2012.

Constituido por 17 concejales por un periodo de 4 años.  Actualmente se encuentra distribuido con los siguientes partidos para el periodo 2024 - 2027 de la siguiente forma:
5 (Liberal), 4 (Conservador), 3 (En Marcha), 1 (Cambio Radical), 1 (Partido de la U), 1 (CD), 1 (Mais) y 1 (Nuevo Liberalismo).
- Alcaldía Municipal: En esta se encuentra la administración municipal y las entidades descentralizadas del municipio.

El alcalde se pronuncia mediante decretos y se desempeña como representante legal, judicial y extrajudicial del municipio. El actual alcalde municipal es Yair Acuña Cardales (2024-2027), elegido por voto popular.
- JAL.